# Robert West
Robert C. West (1928-2022) era um químico estadunidense. Era professor emérito da cátedra E. G. Rochow de química da Universidade do Wisconsin-Madison e co-fundador e presidente da Silatronix Inc.

## Educação
West obteve um grau de Bachelor of Arts em química pela Cornell University em 1950, com um mestrado em 1952 e um doutorado em 1954 pela Universidade Harvard.